# Made (álbum de Scarface)
| Críticas profissionais | Críticas profissionais |
| Avaliações da crítica  | Avaliações da crítica  |
| Fonte                  | Avaliação              |
| ---------------------- | ---------------------- |
| Allmusic               | [ 1 ]                  |
| AllHipHop              | (8/10)                 |
| Okayplayer             | [ 3 ]                  |
| Entertainment Weekly   | (B)                    |
| HipHopDX               | [ 5 ]                  |
| Pitchfork Media        | (8.0/10)               |
| RapReviews             | (8/10)                 |
| Spin                   | [ 8 ]                  |

Made é o décimo álbum de estúdio do rapper americano Scarface. Foi lançado em 4 de Dezembro de 2007 e foi um sucesso crítico e comercial, chegando ao número 17 na Billboard 200 e 2 na Top R&B/Hip-Hop Albums.
Um single foi lançado, "Girl You Know", com a participação do cantor de R&B Trey Songz, que se tornou um pequeno hit nas paradas de R&B.

## Lista de faixas
| #  | Título                                   | Produtor(es)                     | Participação(ões)       | Duração |
| -- | ---------------------------------------- | -------------------------------- | ----------------------- | ------- |
| 1  | "Intro"                                  | Mike Dean                        | J. Prince               | 1:07    |
| 2  | "Never"                                  | N.O. Joe, Drumma Boy             |                         | 3:00    |
| 3  | "Big Dogg Status"                        | N.O. Joe                         | Wacko                   | 4:40    |
| 4  | "Girl You Know"                          | Nottz                            | Trey Songz              | 4:14    |
| 5  | "Burn"                                   | N.O. Joe                         | Z-Ro                    | 3:53    |
| 6  | "Go"                                     | One Drop Scott                   | Nina                    | 3:39    |
| 7  | "Dollar"                                 | Tone Capone                      |                         | 4:26    |
| 8  | "Boy Meets Girl"                         | N.O. Joe,John Bido and Mike Dean | Tanya Herron            | 3:58    |
| 9  | "Who Do You Believe In"                  | Enigma                           |                         | 4:46    |
| 10 | "Git Out My Face"                        | Enigma                           |                         | 3:23    |
| 11 | "Suicide Note"                           | N.O. Joe, Mike Dean              |                         | 4:08    |
| 12 | "Outro"                                  | Mike Dean                        |                         | 1:16    |
| 13 | "'B' Word (Faixa Bônus)"*                | N.O. Joe                         |                         | 2:32    |
| 14 | "Crack (Faixa Bônus)"*                   | N.O. Joe                         |                         | 4:18    |
| 15 | "Big Dogg Status (Remix) (Faixa Bônus)"* | N.O. Joe                         | Lil Wayne, T.I. & Wacko | 5:06    |

Um asterisco (*) indica uma faixa bônus.

## Samples
- "Never" Contém samples de "Sara Smile", de Ronnie Dyson
- "Girl You Know" Contém samples de "Cause I Love You", de Lenny Williams
- "Go" Contém samples de "Theme of the Mack", de Willie Hutch

## Singles
- "Never"
- "Girl You Know" (Remix) featuring Trey Songz (U.S. R&B #58)

## Paradas musicais e vendas
| Parada (2007)      | Melhor posição |
| ------------------ | -------------- |
| U.S. Billboard 200 | 17             |

Em 1 de Maio de 2008, Made já havia vendido 192,802 cópias nos Estados Unidos.[carece de fontes?]